# Matthaeus Carl Banzer

Matthaeus Carl Banzer

Matthaeus Carl Banzer (* 3. Februar 1867 in Marburg; † 19. September 1945 in Langen; oft M. C. Banzer, manchmal auch Matthäus oder Karl, vereinzelt fälschlich Mätthaus geschrieben) war ein deutscher Hotelkaufmann, Begründer des Internationalen Verbandes der Köche, Begründer des Kochkunstmuseums, Initiator der Internationalen Kochkunst-Ausstellung in Frankfurt sowie Autor und Übersetzer gastronomischer Sachbücher.

## Wirken
Der Hotelkaufmann Banzer gründete mit anderen am 2. September 1896 in Frankfurt am Main den „Internationalen Verband der Köche“ (IVdK). Erst war er Verbandssekretär, dann bis 1933 Verbandsvorsitzender. Banzer war auch Redakteur des ab November 1896 erschienen Verbandsorgans Zeitung der Köche und als Verbandsdirektor Herausgeber der seit 1898 erschienen Fachzeitschrift Kochkunst (1907–1914 Kochkunst und Tafelwesen, ab 1920 Die Küche).

Das Verbandshaus und Kochkunstmuseum in Frankfurt. Aus einer Werbeanzeige aus dem Jahre 1909

Banzer war ein Visionär, der es gleichzeitig verstand „andere für seine Ideen zu begeistern, und seine Visionen in die Tat umzusetzen.“ Die erste von ihm initiierte Internationale Kochkunst-Ausstellung (IKA) der Messe Frankfurt eröffnete am 12. Oktober 1900. Bis zur Ausstellung 1934 blieb er ihr Technischer Leiter. Am 5. März 1908 erfolgte die Grundsteinlegung und am 19. Januar 1909 die Eröffnung des Verbandhauses. Dort richtete er ein Kochkunstmuseum mit Fachbibliothek ein – das weltweit erste seiner Art – und war dessen Direktor. Die Schätze des Museums, darunter auch eine umfangreiche Sammlung an Menüs und Speisekarten, gingen im Zweiten Weltkrieg durch Bombentreffer und die Wirren der Zeit verloren. Im Jahre 1917 schlossen sich unter seiner Leitung der Verband Deutscher Köche und der IVdK zum IVdK zusammen. 1921 wurde dem Verband schließlich eine Lehr- und Forschungsküche angegliedert und ein Hörsaal für fachwissenschaftliche Vorträge eingerichtet.
Nach der Machtergreifung durch die Nationalsozialisten wurde der Verein am 2. Mai 1933 „gleichgeschaltet“ und an die Deutsche Arbeitsfront (DAF) angeschlossen. Das Kochkunstmuseum wurde durch die Gesellschaft zur Förderung der Kochkunst in Frankfurt am Main übernommen. Eigentlich sollte es nach Berlin übersiedeln, blieb jedoch in Frankfurt und fristete ein Schattendasein. Die Kochkunst-Ausstellung 1937 wurde von der DAF veranstaltet.
Für einen Individualisten wie Balzer gab es keinen Platz mehr. Er wurde im Dezember 1934 verabschiedet, mit einer Urkunde ausgezeichnet und ab Anfang 1935 ins Ehrenpräsidium abgeschoben. Ihm folgten die Parteimitglieder Hans Wolkersdörfer als Direktor des als solchen nicht mehr existenten IVdK und Jean Hardt als Kurator des Museums nach.
Das Werk Le guide culinaire von Auguste Escoffier aus dem Jahre 1903 setzte neue Maßstäbe für die professionelle Küche. Es wurde so schnell wie möglich von Banzer und anderen gemeinschaftlich übersetzt und 1904 als Der Kochkunst-Führer veröffentlicht. Banzer veröffentlichte auch ein Spezial-Register und Wörterbuch zur ersten und unveränderten zweiten deutschen Ausgabe. Bei der vierten Auflage (der 3. frz.) redigierte er und war für die Terminologie zuständig, die 5. Auflage (der 4. frz.) bearbeitete er unter Benutzung der früheren Auflagen. (1. dt. Aufl. 1904 nach der 1. frz. Aufl.; 2. dt. Aufl. 1906 nach der 1. frz. Aufl., unveränd.; 3. dt. Aufl. ca. 1910 nach der 2. frz. Aufl. völlig umg. u. verm.; 4. dt. Aufl. 1914, aut. Übers. der 3. frz. Aufl.; 5. dt. Aufl. 1923 aut. Übers. der 4. frz. Aufl.; 6.–15. dt. Aufl. ca. 1930–1993 aut. Übers. der 5. frz. Aufl., übers. von W. Bickel unter Benutzung früherer Ausgaben.)
Nach seiner Zwangspensionierung war Banzer noch an der Veröffentlichung der Kochkunstbibliothek beteiligt und widmete sein Leben bis zum Tod im September 1945 der Kochkunst.
Im Jahre 1948 gründete sich dann der Nachfolgeverein Verband der Köche Deutschlands.